# Owzicze
Owzicze (biał. Оўзічы, Ouziczy; ros. Овзичи, Owziczi) – wieś na Białorusi, w obwodzie brzeskim, w rejonie janowskim, w sielsowiecie Horbacha.

## Historia
W XIX i w początkach XX w. wieś i folwark położone w Rosji, w guberni grodzieńskiej, w powiecie kobryńskim, w gminie Osowce. Na przełomie XIX i XX w. folwark należał do Kantorowych.
W dwudziestoleciu międzywojennym leżały w Polsce, w województwie poleskim, w powiecie drohickim, w gminie Osowce. W 1921 wieś liczyła 180 mieszkańców, zamieszkałych w 38 budynkach. Wszyscy oni byli Białorusinami wyznania prawosławnego. Folwark liczył 55 mieszkańców, zamieszkałych w 4 budynkach, w tym 46 Białorusinów i 9 Polaków. 37 mieszkańców było wyznania prawosławnego i 18 rzymskokatolickiego.
Po II wojnie światowej w granicach Związku Sowieckiego. Od 1991 w niepodległej Białorusi.
Urodził tu się bohater Związku Radzieckiego Michaił Szyła.